# جوي وليامز
جوي وليامز (بالإنجليزية: Joey Williams)‏ (4 يونيو 1902 في المملكة المتحدة - 1978) هو لاعب كرة قدم بريطاني (وحمل سابقاً جنسية المملكة المتحدة لبريطانيا العظمى وأيرلندا) في مركز جناح ‏. لعب مع ستوك سيتي ونادي أرسنال ونادي كارلايل يونايتد ونادي ميدلزبره وهدرسفيلد تاون وRotherham County F.C. ‏.